# 헤멜
《헤멜》(네덜란드어: Hemel)은 2012년 공개된 네덜란드의 영화이다.

## 출연

### 주연
- 해나 혹스트라
- 리프카 로데이젠
- 한스 다즐레

### 조연
- 마크 리에트만
- 바바라 사라피안
- 에바 뒤베스테인
- 워드 윔호프
- 알리 벤 호르스팅
- 마르텐 헤이만스

## 기타
- 라인PD: 일세 론텔탑
- 조감독: 요한 이벤스
- 사운드슈퍼바이저: 얀 세르머르
- 섭외: 레베카 반 어넨